# Zipser
Gli Zipser (lingua ungherese cipszer, lingua romena țipțeri) sono un gruppo etnico di lingua tedesca nel nord della Romania, Distretto Maramureș e in parte nel sud della Bucovina (Distretto di Suceava) e della Slovacchia (Zipserdeutsch).

## Storia
La descrizione „Zipser“ deriva dagli immigrati del territorio Zips (ungherese: Szepesség, slovacchia: Spiš) (già Ungheria, oggi Slovacchia). Attualmente i rimanenti gruppi linguistici tedeschi rimangono principalmente nel sud della Germania e nell'Alta Austria. La storia del popolo Zipser risale al XIII secolo. Gli Zipser hanno sviluppato una cultura tramandata oralmente, la sua società basata sui movimenti migratori. Queste tradizioni orali si trovano oggi in "Zipser Mära und Kasska" nel nord della Romania.

## Organizzazione
L'organizzazione che rappresenta gli Zipser e altri gruppi etnici di lingua tedesca nell'odierna Romania è la Demokratische Forum der Deutschen in Rumänien (DFDR). 

## Letteratura
Un rappresentante della letteratura dell'est Europa è lo Zipser Gerhard Cerny, i cui genitori emigrarono nel XIX secolo dalla Slovacchia alla Romania.